# Phalangipus malakkensis
Phalangipus malakkensis is een krabbensoort uit de familie van de Epialtidae. De wetenschappelijke naam van de soort is voor het eerst geldig gepubliceerd in 1973 door Griffin.